# Heinrich-Heine-Straße 2 (Weimar)

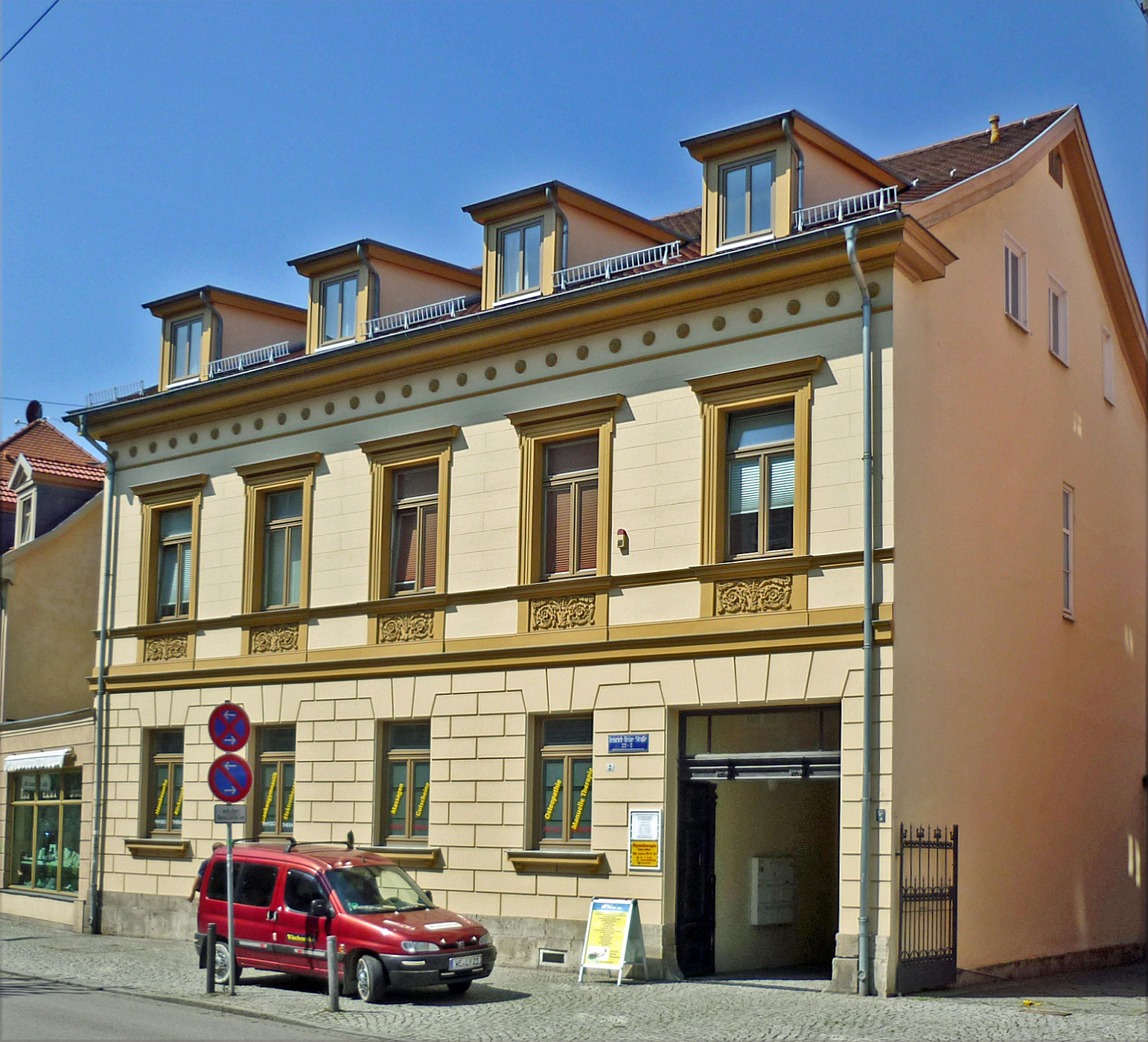
Heinrich-Heine-Straße 2

Das Haus Heinrich-Heine-Straße 2 ist ein klassizistisches zweigeschossiges Wohnhaus in der Altstadt von Weimar unweit des Deutschen Nationaltheaters. Das Gebäude steht unter Denkmalschutz.

## Geschichte
Das ursprünglich freistehende klassizistische Wohnhaus bekam an seiner Südseite einen Kiosk angesetzt. Es wurde 1837 anstelle des Laboratoriums der benachbarten Löwen-Apotheke nach dem Entwurf von Heinrich Heß für den Hofapotheker Adolf Friedrich Tietzmann errichtet. Es ist zweigeschossig und greift die Bauflucht des Goetheplatzes auf. Das Gebäude ist verputzt und mit einem ziegelgedeckten Walmdach mit Dachgauben versehen. Im Erdgeschoss wurde es mit Bruchsteinen gemauert, im Obergeschoss aus Fachwerk errichtet. Das fünfachsige Gebäude hat ein kräftiges Gurtgesims, welches Ornamentfelder unter den darüberliegenden Fenstern aufweist. Im Erdgeschoss mit Putzrustika liegt die Hofeinfahrt. Das Gebäude ist mit zwei Bruchsteintonnen unterkellert. Zum Teil ist die bauzeitliche Ausstattung noch erhalten.